# EFCAB2
EFCAB2 ‏ (Ef-hand calcium binding domain 2) هوَ بروتين يُشَفر بواسطة جين EFCAB2 في الإنسان.